# Бушуев, Степан Михайлович
Степан Михайлович Бушуев (1768—1839) — генерал-лейтенант, начальник Виленской гарнизонной артиллерии, герой русско-турецкой войны 1806—1812 годов.

## Биография
Родился в 1768 году. В военную службу вступил в 1789 году в артиллерию, служил во 2-й бомбардирской батарее. 28 июля 1785 году он был назначен в 1-ю конно-артиллерийскую роту, впоследствии неофициально именовавшейся «Конным батальоном полковника Богданова». К марту 1798 году Бушуев был штабс-капитаном. В 1805 году он, будучи в чине капитана, принимал участие в Аустерлицком сражении.
23 августа 1806 года Бушуев получил чин майора и назначен командиром роты в 11-ю артиллерийскую бригаду.
Принимал участие в русско-турецкой войне 1806—1812 годов и 1 марта 1811 года был награждён орденом св. Георгия 4-й степени (№ 996 по кавалерскому списку Судравского и № 2289 по списку Григоровича — Степанова)
В воздаяние отличного мужества и храбрости, оказанных против турок при вылазке из крепости Шумлы 26 июня, где с неустрашимостью подвозил орудия на картечный выстрел и удачными выстрелами весьма много способствовал к поражению наступавшего неприятеля.
В 1812 году он был назначен шефом 12-й конно-артиллерийской роты и принимал участие в отражении нашествия Наполеона в Россию.
По окончании войны Бушуев командовал Виленской гарнизонной артиллерией и 12 декабря 1819 года произведён в генерал-майоры. В 1831 году получил чин генерал-лейтенанта.
В середине 1830-х годов вышел в отставку и скончался в 1839 году.
Среди прочих наград Бушуев имел ордена:
- Орден Святой Анны 2-й степени с алмазными знаками
- Орден Святого Владимира 3-й степени
- Орден Святого Иоанна Иерусалимского

Его братья: Михаил (умер в 1818 году полковником), Максим и Владимир также служили в конной артиллерии.